# ألان بارث
ألان بارث (بالإنجليزية: Alan Barth)‏ هو صحفي أمريكي، ولد في 1906، وتوفي في 20 نوفمبر 1979.